# Eyes Open
Eyes Open ist das vierte Studioalbum der britischen Rockband Snow Patrol, das seit 2006 im Handel ist.

## Titelliste
1. You’re All I Have – 4:33
2. Hands Open – 3:17
3. Chasing Cars – 4:28
4. Shut Your Eyes – 3:17
5. It’s Beginning to Get to Me – 4:35
6. You Could Be Happy – 3:04
7. Make This Go On Forever – 5:47
8. Set the Fire to the Third Bar (featuring Martha Wainwright) – 3:23
9. Headlights on Dark Roads – 3:30
10. Open Your Eyes – 5:41
11. The Finish Line – 3:28

## Hintergrund
Eyes Open wurde vom 1. Mai 2006 bis zum 9. Mai 2006 aufgenommen. Es ist Snow Patrols erstes und bislang einziges Album, das Platz 1 der britischen Albumcharts erreichte.

## Singleauskopplungen
| Jahr | Titel                         | Höchstplatzierung, Gesamtwochen, AuszeichnungChartplatzierungen (Jahr, Titel, , Platzierungen, Wochen, Auszeichnungen, Anmerkungen) | Höchstplatzierung, Gesamtwochen, AuszeichnungChartplatzierungen (Jahr, Titel, , Platzierungen, Wochen, Auszeichnungen, Anmerkungen) | Höchstplatzierung, Gesamtwochen, AuszeichnungChartplatzierungen (Jahr, Titel, , Platzierungen, Wochen, Auszeichnungen, Anmerkungen) | Höchstplatzierung, Gesamtwochen, AuszeichnungChartplatzierungen (Jahr, Titel, , Platzierungen, Wochen, Auszeichnungen, Anmerkungen) | Höchstplatzierung, Gesamtwochen, AuszeichnungChartplatzierungen (Jahr, Titel, , Platzierungen, Wochen, Auszeichnungen, Anmerkungen) | Anmerkungen                                                                               |
| Jahr | Titel                         | DE | AT | CH | UK | US | Anmerkungen                                                                               |
| ---- | ----------------------------- | --- | --- | --- | --- | --- | ----------------------------------------------------------------------------------------- |
| 2006 | You’re All I Have             | DE100 (1 Wo.)DE | — | — | UK7 Silber · (35 Wo.)UK | — | Erstveröffentlichung: 24. April 2006                                                      |
| 2006 | Chasing Cars                  | DE8 ×2Doppelplatin · (66 Wo.)DE | AT2 (40 Wo.)AT | CH4 (106 Wo.)CH | UK6 ×5Fünffachplatin · (166 Wo.)UK                                                                                                  | US5 ×7Siebenfachplatin · (45 Wo.)US                                                                                                 | Erstveröffentlichung: 6. Juni 2006                                                        |
| 2006 | Set the Fire to the Third Bar | — | — | — | UK18 Gold · (18 Wo.)UK | US54 (5 Wo.)US | Erstveröffentlichung: 13. November 2006 feat. Martha Wainwright in US erst 2010 platziert |
| 2007 | Open Your Eyes                | DE73 (6 Wo.)DE | — | — | UK26 Gold · (9 Wo.)UK | — | Erstveröffentlichung: 12. Februar 2007                                                    |
| 2007 | Shut Your Eyes                | DE15 Gold · (21 Wo.)DE | AT12 (22 Wo.)AT | CH26 (19 Wo.)CH | — | — | Erstveröffentlichung: 20. April 2007                                                      |

## Rezeption

### Kritiken
„Die Atmosphäre stimmt oftmals nicht. Zuviel Bombast und Produktion, zu wenig Authentizität. [...] Dem Album fehlt es am Hauch des Besonderen. Hier wird routiniert, wenn nicht gar kalkuliert musiziert. Die Band zeigt, warum sie kommerzielles Potential hat, vergisst aber, das Herz mit in die Waagschale zu werfen - als hätten sie Angst gehabt, es könnte sich abnutzen, wie ihr Ideenreichtum.“

„In der Ruhe liegt bekanntlich die Opulenz. Zumindest die gefühlte Dramatik. Nach zwölf Jahren [...] macht den Schwiegermutterlieblingen so schnell keiner etwas vor. Sie platzieren ihren Protz in der Stille. Und daß die Briten Angeber sind weiß man eigentlich, man spricht es nur nicht offen aus. Hier kleckert man nicht mit großen Melodien und netten Gesten.“

### Auszeichnungen
- Brit Awards 2007: Album des Jahres (nur nominiert)[11]
- Choice Music Prize 2006: Album des Jahres (nur nominiert)[12]
- MTV Europe Music Awards 2007: Bestes Album (nur nominiert)[13]
- Q Award 2006: Bestes Album (nur nominiert)[14]

## Kommerzieller Erfolg

### Chartplatzierungen
| ChartsChartplatzierungen       | Höchstplatzierung | Wochen |
| ------------------------------ | ----------------- | ------ |
| Deutschland (GfK)              | 17 (60 Wo.)       | 60     |
| Österreich (Ö3)                | 3 (47 Wo.)        | 47     |
| Schweiz (IFPI)                 | 15 (49 Wo.)       | 49     |
| Vereinigte Staaten (Billboard) | 27 (66 Wo.)       | 66     |
| Vereinigtes Königreich (OCC)   | 1 (151 Wo.)       | 151    |

| ChartsJahrescharts (2006)    | Platzierung |
| ---------------------------- | ----------- |
| Vereinigtes Königreich (OCC) | 1           |

| ChartsJahrescharts (2007)      | Platzierung |
| ------------------------------ | ----------- |
| Deutschland (GfK)              | 29          |
| Österreich (Ö3)                | 38          |
| Schweiz (IFPI)                 | 76          |
| Vereinigte Staaten (Billboard) | 97          |
| Vereinigtes Königreich (OCC)   | 11          |

| ChartsJahrescharts (2008)    | Platzierung |
| ---------------------------- | ----------- |
| Vereinigtes Königreich (OCC) | 99          |

### Auszeichnungen für Musikverkäufe
| Land/Region                  | Auszeichnungen für Musikverkäufe (Land/Region, Auszeichnung, Verkäufe) | Verkäufe    |
| ---------------------------- | ---------------------------------------------------------------------- | ----------- |
| Argentinien (CAPIF)          | Gold                                                                   | 20.000      |
| Australien (ARIA)            | 5× Platin                                                              | 350.000     |
| Belgien (BRMA)               | Platin                                                                 | (30.000)    |
| Dänemark (IFPI)              | Gold                                                                   | (15.000)    |
| Deutschland (BVMI)           | 3× Gold                                                                | (300.000)   |
| Europa (IFPI)                | 3× Platin                                                              | 3.000.000   |
| Irland (IRMA)                | 7× Platin                                                              | (105.000)   |
| Kanada (MC)                  | Platin                                                                 | 100.000     |
| Neuseeland (RMNZ)            | 4× Platin                                                              | 60.000      |
| Niederlande (NVPI)           | Platin                                                                 | (50.000)    |
| Österreich (IFPI)            | Platin                                                                 | (30.000)    |
| Schweiz (IFPI)               | Gold                                                                   | (15.000)    |
| Vereinigte Staaten (RIAA)    | Platin                                                                 | 1.000.000   |
| Vereinigtes Königreich (BPI) | 8× Platin                                                              | (2.400.000) |
| Insgesamt                    | 4× Gold · 33× Platin ·                                                 | 4.530.000   |